# 甬江女子中学
29°52′44″N 121°32′57″E / 29.878898°N 121.549092°E
甬江女子中学是中国浙江省宁波市曾经的一所女子学校。学校前身为英国人艾迪绥创办于1844年的宁波学塾，为中国第一所女子学校。1923年，学校定名为私立甬江女子中学，4年后由中方校董会接管。1958年，学校更名为宁波市第六中学并实施男女同校，20世纪90年代更名为甬江职业高级中学。
甬江女子中学位于战船街的教学楼现为宁波教育博物馆所在地，2017年1月成为浙江省文物保护单位。

## 历史
甬江女子中学的前身是1844年由英国“东方妇女教育促进委员会”委派的艾迪绥（M. A. Aldersey）在宁波祝都桥竹丝墙门内大屋创办的女塾。当时学校为免费招生，有女生数十人。《中国教育大事典》认为该校是中国内地最早的教会学校，也是中国第一所女校。1857年，学校与美国长老会于1847年兴办的另一所女校合并，在江北桃渡路成立崇德女校。1923年，学校与位于永丰路的圣模女校中学部合并，迁入战船街校舍，并更名为私立甬江女子中学，由美籍华人徐美珍担任校长。1927年，学校脱离教会管理，由国人自办，奉化人沈贻芗担任校长。1937年，因日军轰炸，学校迁往奉化亭下，1941年学校并入暂居宁海县境内的鄞县县立临时中学，一部分学生经过四明山进入上海教会中学借读。1945年8月，学校复校，1948年建校25周年时曾收到蒋中正和行政院长翁文灏的题字。1951年，学校由中国共产党治下的宁波市政府接收，此后更名为宁波市女子中学。1958年，学校更名为宁波市第六中学并开始实施男女同校。20世纪90年代，学校改为甬江职业高级中学，并于2006年搬离战船街校址。此后校址作为遗址保留，并于2015年5月成为宁波教育博物馆所在地。

## 学校生活

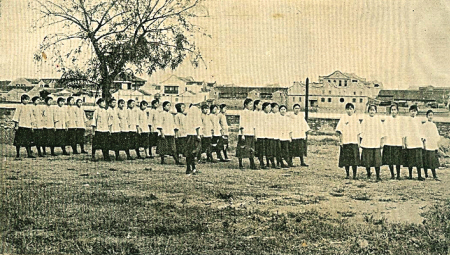
操场上的甬江女子中学学生

1844年初创时期的女塾开设圣经、国文、算术等课程，学生同时在课外学习缝纫和刺绣。学生免费就读，学校提供衣食起居各种开销。1923年迁入战船街校舍后，学校除设有教室和宿舍外，还设有实验室、藏书室、琴房等设施。校内禁止缠足，同时规定学生在校一律穿校服，为黑布的旗袍或白衣素裙。考虑到学生多为富家小姐，生活自理能力差，学校允许学生就读时带一名丫鬟一同学习。学校实行导师制，每位教师负责20名学生各方面的教育。学校开展各式各样的校园活动，包括文艺演出和体育活动等，拥有自己的篮球队，1930年兴建的体育馆为宁波首座室内体育馆。校刊《甬江声》于1924年5月创刊，为中英文合刊，设有“言论”、“小说”、“随笔”、“译述”、“杂著”、“诗词”、“纪事”七个栏目。中国共产主义青年团在校内也有一定的影响，一批学生曾经参与学生运动。

## 建筑遗存
甬江女子中学战船街校舍现存教学楼和体育馆。教学楼左西朝东，建于1922年，为三层砖木结构西式建筑，建筑面积2385平米，建成时可容纳600余人就学。体育馆是宁波首座室内体育馆，长约27米、宽约15米、高约10米，坐北朝南，为两层砖木结构西式建筑。

## 知名校友
- 美国哥伦比亚大学教授康美霞
- 台湾中原理工学院化学系主任林世芬[4]
- 中国中医科学院首席科学家屠呦呦[7]

## 图片

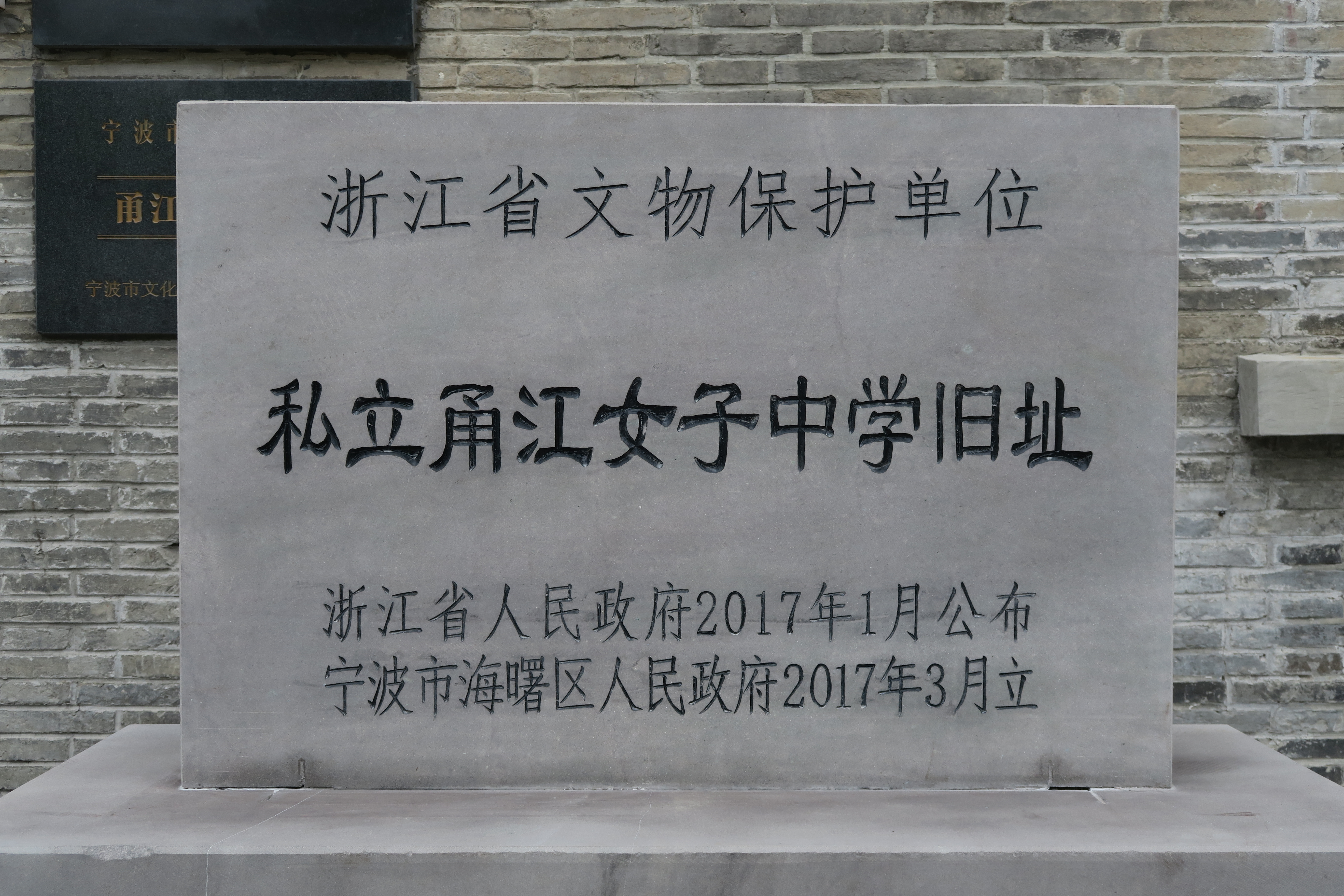
省级文物保护单位碑
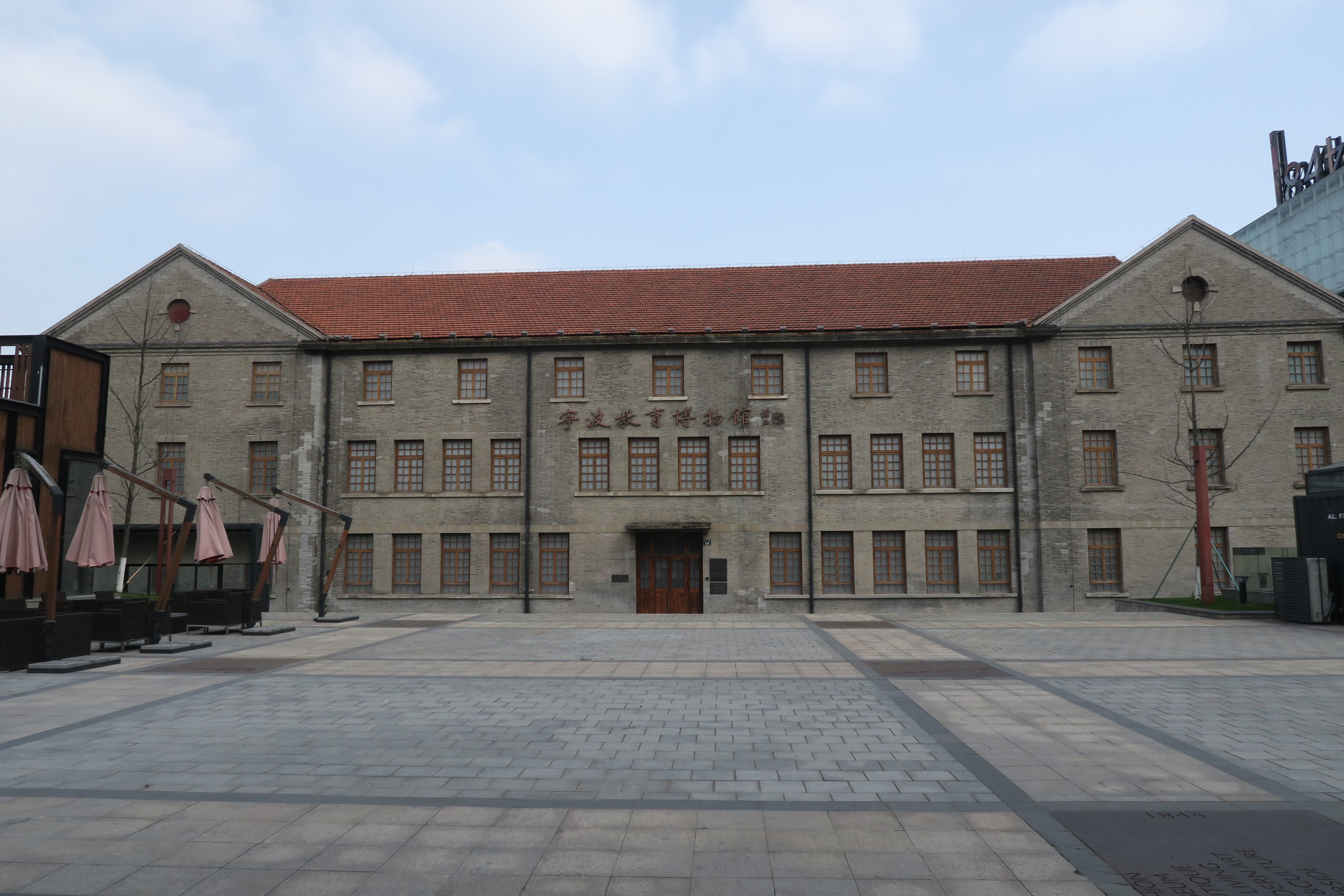
教学楼西面
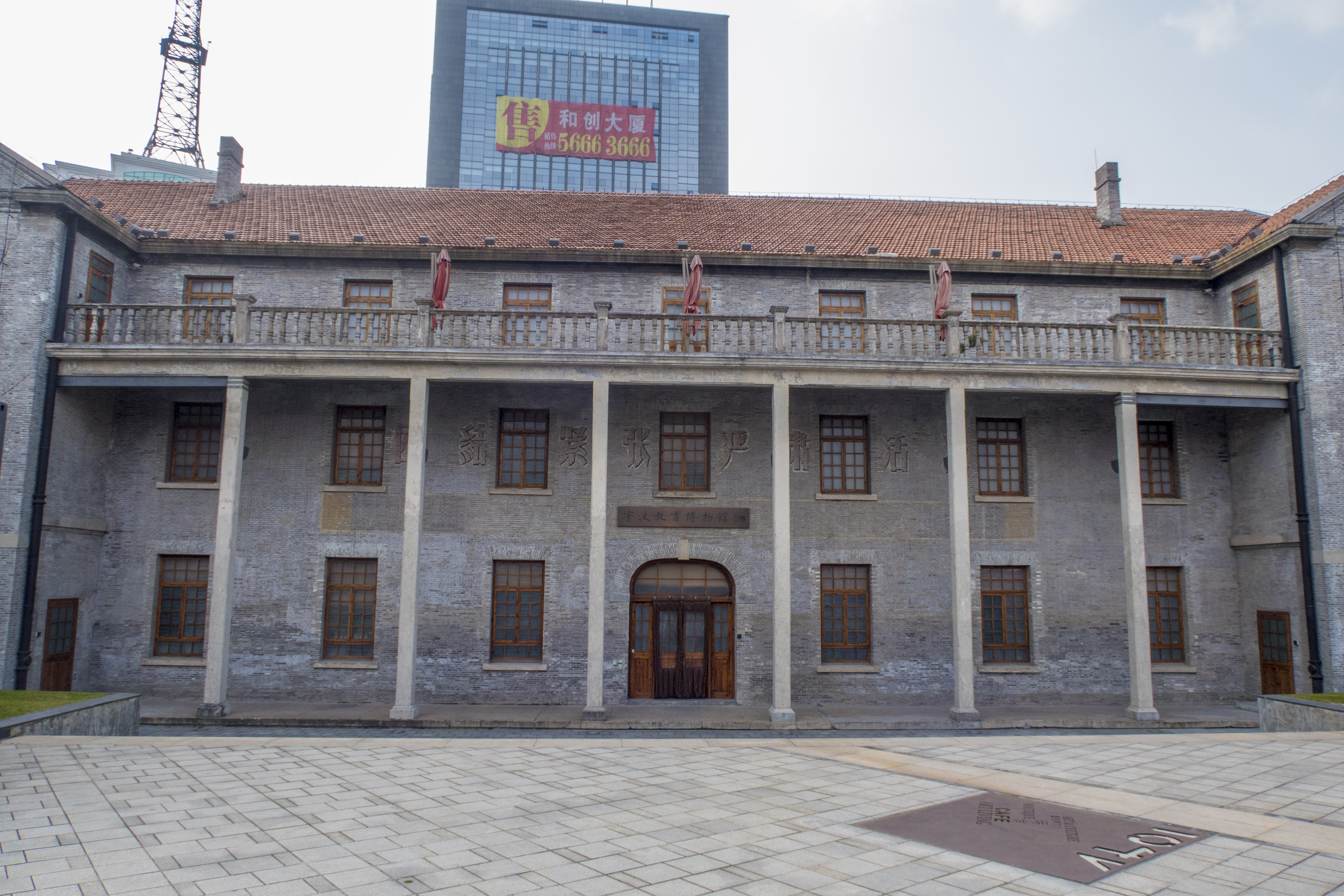
教学楼东面
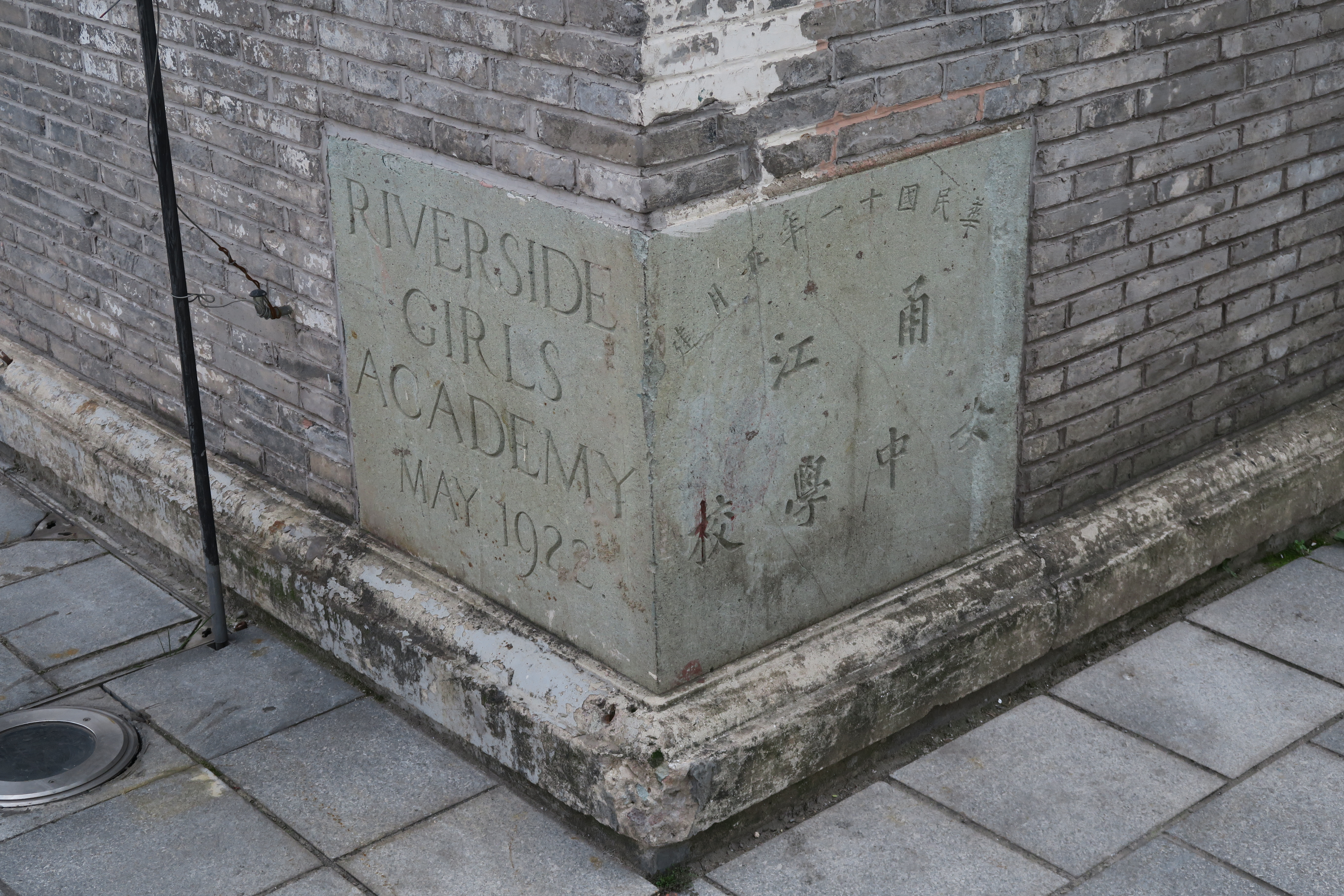
教学楼奠基石
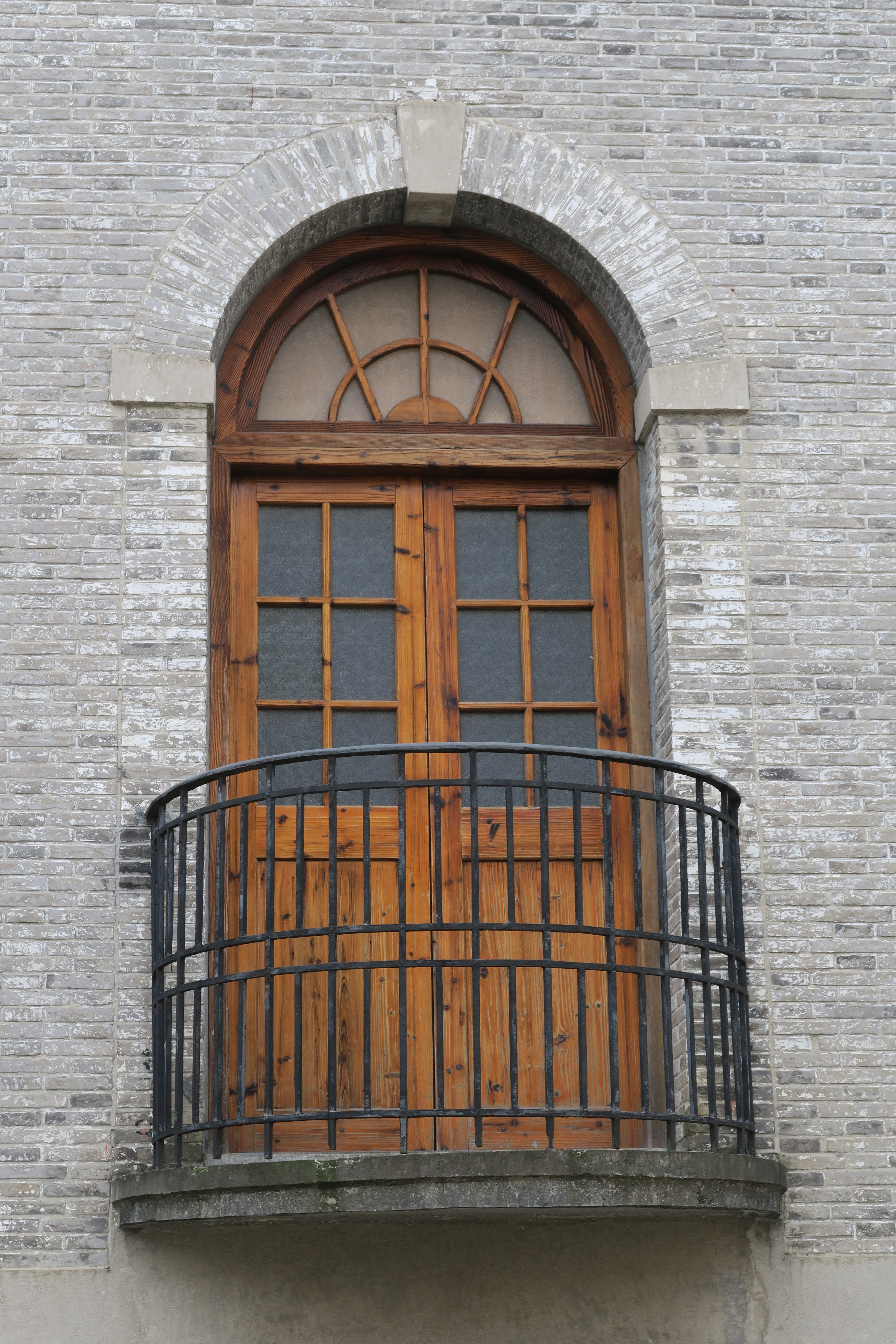
半圆形阳台
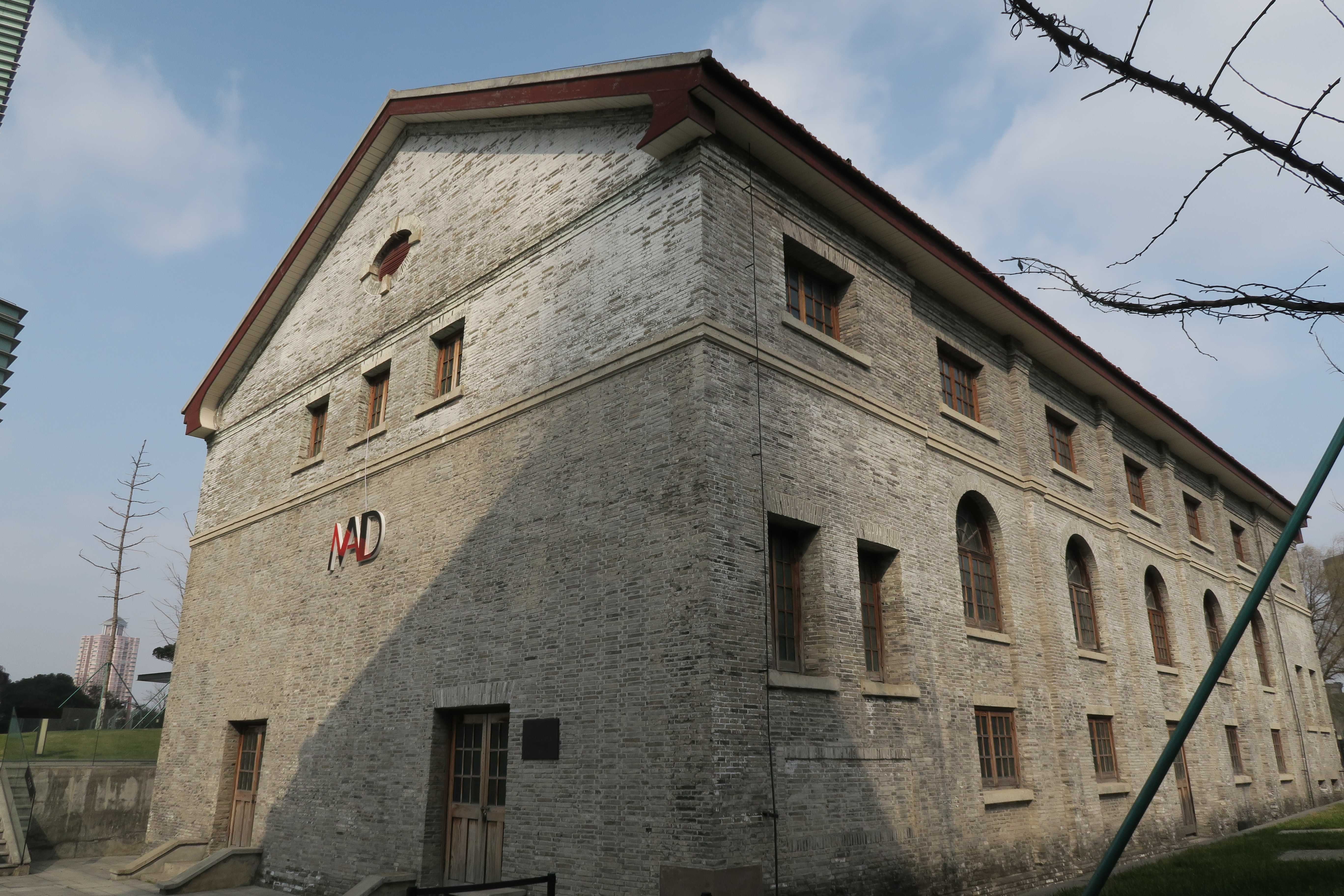
体育馆
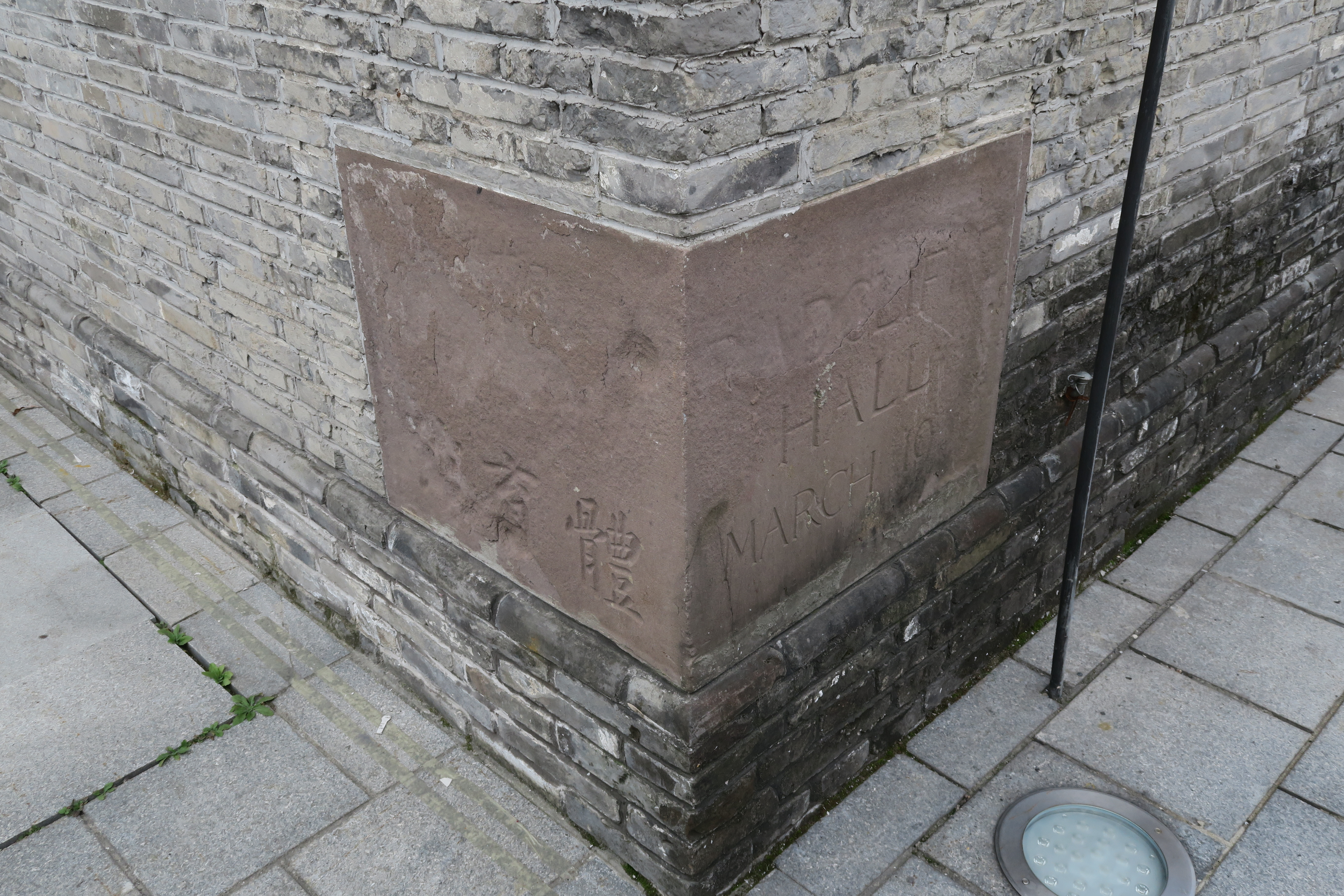
体育馆奠基石